# 三笠フーズ
三笠フーズ株式会社（みかさフーズ）は、かつて大阪府大阪市北区に本社を置き米穀類の製粉、加工、販売を行っていた企業である。

## 沿革
- 1977年（昭和52年）- 現社長の冬木三男が設立。
- 1997年（平成9年）- 経営難に陥っていた福岡県大刀洗町の米穀・飼料販売会社「宮崎商店」を吸収合併（現・三笠フーズ九州事業所）[1]。
- 2008年 （平成20年）
  - 9月 - 事故米穀を食用と偽って転売していたことが農林水産省の調査により発覚。
  - 11月21日 - 大阪地裁へ破産手続開始の申立てを行った。
- 2009年（平成21年）2月10日 - 大阪・福岡・熊本3府県警の合同捜査本部により社長、元顧問ら5人が逮捕される[2]。

## 事故米転売問題
三笠フーズが農林水産省から工業用（非食用）として、農薬のメタミドホスとアセタミプリドが残留している米や、発癌性のあるカビからできた毒のアフラトキシンB1を含んだ米である、いわゆる事故米穀（ベトナム産うるち米、中国産もち米など）を仕入れておきながら、食用として酒造会社や菓子メーカーに転売していたことが2008年に農水省の調べにより発覚した。1997年に合併した宮崎商店は以前から不正転売を行っており、合併以降も元社長の男（2009年の逮捕時は元顧問）が三笠フーズ九州工場所長に就任し、三笠側に事故米の転売を提案したと報じられている。同社は、農林水産省の要請により、商品の自主回収を行っている。問題の発覚後、三笠フーズは全従業員を解雇し、事業の縮小を図ることを発表した。農水省は違約金として、三笠フーズに652万円を請求。不正競争防止法違反の裁判では、2009年10月16日に大阪地裁で三笠フーズに800万円の罰金、冬木には懲役2年、罰金400万円の実刑判決がそれぞれ言い渡された。

## 政界との関係
三笠フーズのグループ会社である「辰之巳」と「辰之巳米穀」（双方とも冬木三男が社長を兼務）が、2003年から2007年までの間に、自民党大阪市鶴見区第3支部（坪井一宇の妻が代表）へ計112万円を献金していた事が、2008年9月18日に発覚した。自民党支部は献金が正当なものであると主張して返還しなかった。